# 2013-2014赛季中国羽毛球俱乐部超级联赛
2013-2014赛季中国羽毛球俱乐部超级联赛為第4屆中国羽毛球俱乐部超级联赛，是中国國內最高級別的羽毛球俱乐部比賽。本屆参赛的隊伍由12支俱乐部參加。在常规赛期间，俱乐部将分成红蓝两区，进行主客场双循环赛。此外，赛事首次推出11分制、混合3对3对抗等新举措。本屆賽事於2013年9月28日至2014年6月5日舉行。

## 賽事資料

### 參賽隊伍
每个俱乐部注册男女专业运动员至少各8名，业余男运动员至少3名。业余运动员指18岁-50岁，从未在乒羽中心和中国羽协注册过专业运动员的中华人民共和国公民。本屆賽事共有12支隊伍參賽：
| 區域 | 隊伍                         | 隊員                                                                                           |
| ---- | ---------------------------- | ---------------------------------------------------------------------------------------------- |
| 红區 | 广州粤羽羽毛球俱乐部         | 王睁茗、汤俊贤、穆罕默德·阿赫桑（外援）、亨德拉·塞蒂亚万（外援）、沈烨、李毅生、林德豪、郭俊杰 |
| 红區 | 广州粤羽羽毛球俱乐部         | 孙瑜、邓旋、马晋、钟倩欣、区冬妮、梅绮丽、肖婷                                                 |
| 红區 | 厦门特房羽毛球俱乐部         | 谌龙、杨晨、王志成、洪炜、刘小龙、刘成、周喆                                                   |
| 红區 | 厦门特房羽毛球俱乐部         | 朱利安·申克（外援）、林敏颖、王晓理、黄东萍、刘琳琳、李甜                                      |
| 红區 | 湖南省羽毛球俱乐部           | 董帅、林元睿、周泽奇、柴飚、鲍春来、张稳、谌卓夫                                               |
| 红區 | 湖南省羽毛球俱乐部           | 陈晓佳、陈卉林、谢思宇、田卿、包宜鑫、夏欢、曾惜、贾一凡                                       |
| 红區 | 上海黄浦羽毛球俱乐部         | 陈跃坤、于俊杰、忻安奇、何流、许辛一、邱子瀚、吴骏超、谢奕吉、史龙飞、赵健                     |
| 红區 | 上海黄浦羽毛球俱乐部         | 王仪涵、康依苓、姜玉菁、陈婷婷、戎致臻、唐渊渟、陆璐、唐平阳、姜彬彬、徐闻斐                   |
| 红區 | 浙江银江羽毛球俱乐部         | 黄宇翔、郭凯、桑洋、王斯杰、王懿律、诸葛露凯、张楠                                             |
| 红區 | 浙江银江羽毛球俱乐部         | 周卉、凌紫乔、王琳、黄雅琼、杜芃、赵芸蕾、邵晶晶                                               |
| 红區 | 辽宁羽毛球俱乐部             | 高欢、周文龙、杨帆、陈明宇、鲁恺、李俊慧、刘雨辰、李鹏、刘沛轩                                 |
| 红區 | 辽宁羽毛球俱乐部             | 韩利、刘芳华、谢扬、贾琳、李盛楠、苏岚、张晔奇、刁喆、车博文、于洋、杜婧                       |
| 蓝區 | 青岛钻石先锋羽毛球运动俱乐部 | 田厚威、窦耀纬、刘京儒、谢滨羽、李齐、徐晨、李田、张默然、郭昱辰、刘杰                         |
| 蓝區 | 青岛钻石先锋羽毛球运动俱乐部 | 拉差诺·因达农（外援）、刘洁、帅甜甜、杨玉婷、汪晓星、骆羽、骆赢、魏雅淇、王思韵、吕泳蓓        |
| 蓝區 | 广东东莞世纪城羽毛球俱乐部   | 李宗伟（外援）、文凯、蔡赟、傅海峰、任翔宇、雷兰曦、杨振、汤松桦、吴君                         |
| 蓝區 | 广东东莞世纪城羽毛球俱乐部   | 蒋燕皎、刘鑫、汤金华、于小含、徐涯、胡羽翔、杨洪祺                                             |
| 蓝區 | 八一东凌集团羽毛球俱乐部     | 林丹、周煜杰、罗成、吴昕、何汉斌、熊帅、李根、利杰                                             |
| 蓝區 | 八一东凌集团羽毛球俱乐部     | 李雪芮、汪鑫、郑雨、秦金晶、冯晨、肖嘉、熊芮、蒋堉                                             |
| 蓝區 | 湖北羽毛球俱乐部             | 刘明、张雨夏、黄多多、李锐、张宁一、毕诗俊、金秋伟、刘雨恒                                     |
| 蓝區 | 湖北羽毛球俱乐部             | 李雯、陈曦、方艾娴、张璟、江蕊、李茵晖、杜玥、黄颜琳                                           |
| 蓝區 | 江苏雄伟羽毛球俱乐部         | 李昱、陶嘉乐、康骏、孙君杰、陶嘉明、郭澄、胡乾元                                               |
| 蓝區 | 江苏雄伟羽毛球俱乐部         | 王適嫻、惠夕蕊、孙晓黎、成淑、何冰娇、熊梦静                                                   |
| 蓝區 | 广东羽毛球俱乐部             | 薛松、廖骏伟、徐骏杰、金胜、张志君、陈烙勋、王鹏、曾煜民、张艺瀚、王泽康                       |
| 蓝區 | 广东羽毛球俱乐部             | 姚雪、夏静云、解振扬、白雪云、何嘉欣、陈清晨、付雪、郑旭慧、罗嘉欣                             |

### 比賽形式
比賽為五場制混合团体賽，包括男子单打、女子单打、两場男 / 女 / 混合双打（每轮轮转选定两个比赛项目）及三对三五個項目。每次团体赛进行一场混合三对三的比赛，要求双方各有2名男队员和1名女队员。。
本赛季羽超联赛分为「常规赛」和「季后赛」两个阶段。「常规赛」阶段进行「红」、「蓝」两个分区主客场双循环赛，2012年羽超联赛冠亚军分别进入红区和蓝区，其余俱乐部按2012年羽超联赛和羽甲联赛的名次从高到低每两队为一批次，抽签入区。常规赛各区排名前2名的俱乐部队进入「季后赛」，进行交叉淘汰赛及附加赛决出1-8名。
比賽以5场3胜決勝負，常规赛需打满5场，而季后赛則以三胜结束。每场比赛采用三局两胜、每局11分、每球得分的比赛方法。

## 賽事賽果

### 季後賽

#### 決賽

##### 第一回合
客场作战的广东东莞世纪城羽毛球俱乐部以3比1战胜厦门特房羽毛球俱乐部，占得夺冠的先机。
- 日期：2014年5月1日
- 地點：厦门

| 主隊                   | 比分                      | 客隊                       |
| 厦门特房羽毛球俱乐部   | 1：3                      | 广东东莞世纪城羽毛球俱乐部 |
| ---------------------- | ------------------------- | -------------------------- |
| 黄东萍 / 刘琳琳        | 1：2 (2-11、12-10、11-13) | 汤金华 / 于小含            |
| 谌龙                   | 2：0 (11-7、11-7)         | 田厚威                     |
| 洪炜 / 刘小龙 / 王晓理 | 1：2 (-、-、-)            | 傅海峰 / 徐晨 / 于小含     |
| 朱利安·申克            | 0：2 (4-11、4-11)         | 刘鑫                       |
| /                      | 毋須作賽                  | /                          |

##### 第二回合
主场作战的广东东莞世纪城羽毛球俱乐部以3比1逆转取胜厦门特房羽毛球俱乐部，两回合全胜获得本赛季羽超联赛的冠军。
- 日期：2014年5月3日
- 地點：广东东莞市体育馆

| 主隊                       | 比分               | 客隊                   |
| 广东东莞世纪城羽毛球俱乐部 | 3：1               | 厦门特房羽毛球俱乐部   |
| -------------------------- | ------------------ | ---------------------- |
| 蔡赟 / 傅海峰              | 0：2 (8-11、10-12) | 刘小龙 / 刘成          |
| 刘鑫                       | 2：0 (12-10、11-5) | 林敏颖                 |
| 傅海峰 / 徐晨 / 于小含     | 2：0 (11-5、14-12) | 洪炜 / 刘小龙 / 王晓理 |
| 田厚威                     | 2：0 (11-4、11-4)  | 杨晨                   |
| /                          | 毋須作賽           | /                      |